# Самюъл Тейлър Колридж
Самюъл Тейлър Колридж (Samuel Taylor Coleridge) е английски поет, критик и философ, известен като един от основоположниците на Романтизма в английската литература (наред със своя приятел Уилям Уърдзуърт) и един от Езерните поети.

## Биография

### Произход и младежки години
Колридж е роден в семейство на свещеник. Посещава училище в Лондон, а после, подготвяйки се за църковен сан, учи в Колежа на Исус в Кеймбридж, където се присъединява към реформистките кръгове, въодушевени от Френската революция. През 1793 г. преустановява следването си и се записва в армията. Два месеца по-късно се откупва от там, но не подновява учението си.
През 1794 г. се запознава с Робърт Съди и двамата решават да създадат в Нова Англия комуна, основана на идеите на Уилям Годуин. Начинанието се проваля, но за сметка на това Съди убеждава Колридж да се ожени за сестрата на годеницата му, Сара Фрикър, и двамата се установяват в Клийвдън, близо до Бристъл. Първият им син, Хартли Дейвид, се ражда през 1796 г., по същото време излиза първата стихосбирка на Колридж, Стихотворения по разни теми. Колридж пътува из околността, държи реформистки християнски проповеди, и усилено чете немска литература и философия. По това време пристъпите му на неразположение и депресия слагат началото на продължителната му употреба на опиум.

### Приятелство с Уърдзуърт иЛирически балади
През юни 1797 г. Колридж среща в Дорсет Уилям Уърдзуърт и неговата сестра Дороти. Така започва тяхното необикновено приятелство, основано на общата им любов към поезията и излетите, което ще се окаже с огромно влияние върху историята на английската литература. Между юли 1797 г. и септември 1798 г. семейство Колридж и двамата Уърдзуърт живеят на няколко километра разстояние и редовно си гостуват, освен това са посещавани от други литературни фигури като Чарлс Лам. Тук Колридж пише някои от най-значимите си разговорни стихотворения в бял стих, адресирани към Уилям и Дороти: Страхове в усамотение, Славеят, Скреж среднощ; тук създава и двете си най-прочути творби вдъхновеното от опиума стихотворение Кубла хан и поемата Балада за Стария моряк, идеята за която дава Уърдзуърт.
През 1798 г. Колридж и Уърдзуърт издават заедно стихосбирката „Лирически балади“, която първоначално се сблъсква с хладен прием от критиката, но впоследствие предизвиква истинска революция в литературния вкус и чувствителност, и днес се смята за основополагащо произведение на английския романтизъм. Поместените в книгата творби на Колридж са значително по-малко от тези на приятеля му, което по-късно дава повод на Уърдзуърт да го критикува; именно Сказание за стария моряк обаче е едно от произведенията, създаващо физиономията на „Лирически балади“.
Разочарован от развитието на Френската революция, на която първоначално възлага много надежди, Колридж се обръща към немската култура, прекарва десет месеца в Германия и се запознава с трудовете на съвременните немски философи и мислители, в частност Имануел Кант, Шилер и Шелинг. През 1800 г., в обстановката на все по-усложняващите се отношения със съпругата си, заедно с двамата Уърдзуърт се мести в Езерния район в Англия: впоследствие Колридж, Уърдзуърт и Съди често са наричани Езерните поети. Опитвайки да укрепи разклатеното си здраве, Колридж пътува до Италия, Сицилия и Малта. Разделя се със съпругата си през 1807 г. и отново заживява с двамата Уърдзуърт и със Сара Хътчинсън, в която е влюбен от години. Макар и болен, Колридж пътува, изнасяйки лекции върху поезията и драмата: сред посещаващите ги са младите Байрон и Джон Кийтс. През 1809 – 1810 г. с помощта на Сара Хътчинсън списва и издава списанието „Френд“, което съдържа семената на бъдещата му философска критика. Интелектуалните усилия обаче, съчетани с пристрастеността му към опиума, водят до провали в личен план: Сара го напуска и заминава, а отношенията му с Уилям и Дороти са силно обтегнати. Колридж се изнася и се мести в Лондон.

### Лондонски период
Между 1811 и 1814 г. Колридж живее тежко в Лондон и няколко пъти е на ръба на самоубийството. През 1814 той се връща отново към религията, публично признава, че е пристрастен към опиума, подлага се на лечение и започва отново да пише. Основното му произведение, създадено през този период, е Biographia Literaria: съчетание от литературна критика, философия и (нерядко хумористична) автобиография. В него Колридж развива своята теоретична естетика, отличаваща се с диалектически подход към двойки понятия като въображение и фантазия, разум и разсъдък, органична и механична форма, култура и цивилизация; силно повлияна от немската естетика и предизвикваща господстващия в Англия утилитаризъм. През 1816 г. Колридж намира подслон при младия лондонски хирург Джеймс Гилман и остава да живее в дома му до края на живота си. Легендарната му вече репутация сред младите романтици се затвърждава с публикуването на сборника „Кристабел и други стихотворения“, където за пръв път излиза и „Кубла хан“ (1816). По това време Колридж пише също социални и религиозни съчинения в проза.
Умира от сърдечна недостатъчност.

## Издания
- Произведения на Самюъл Тейлър Колридж в  проекта Гутенберг
- Самюъл Тейлър Колридж. Балада за Стария моряк. Превод от английски език Манол Пейков. София: Стигмати, 2010, 88 с.

## Изследвания
- Nicholas Reid, Coleridge, Form and Symbol: Or the Ascertaining Vision. Aldershot, Ashgate, 2006, 189 pp. (Nineteenth Century).